# Down by the river (Neil Young)
Down by the river is een lied dat werd geschreven door Neil Young. Hij bracht het in 1969 met Crazy Horse uit op een single met The losing end (When you're on) op de B-kant. Daarnaast verscheen het dat jaar op hun album Everybody knows this is nowhere. Terwijl Young er zelf geen hitnotering mee behaalde, belandden wel drie covers van het lied in de Amerikaanse hitlijsten.

## Tekst en muziek
Young schreef het in zijn Buffalo Springfield-periode terwijl hij rond 39,5 graden koorts had en op bed lag. Hij componeerde een losse melodie met akkoorden waar hij later bekend om werd, namelijk een e mineur 7 in combinatie met een a majeur. Hij speelt het op een elektrische gitaar. Het lied beschrijft een moord van een man op een vrouw. Hij ontmoet haar bij een rivier en zegt haar dat zij hem heeft bedrogen, en pakt daarop zijn revolver. Volgens een introductie tot het lied van Young zou de man zich later in de cel pas bewust zijn geworden van zijn daad (volgens Young in een later interview was dat niet zo en zou het een vredig afscheid geweest zijn van een bepaalde liefdevolle relatie met een vrouw en zonder schiet- of enig andere gewelddadige acties).
Naast Down by the River schreef hij dezelfde dag, in zijn bed met zowat 40 graden koorts, de song "Cowgirl in the Sand" en mogelijk ook "Cinnamon Girl" welke in zijn daar op volgende carrière absolute topnummers werden bij zijn optredens. Down by the River wordt bij vrijwel ieder concert gespeeld, soms tot een half uur lang.
Down by the river, Cowgirl in the sand en Cinnamon girl verschenen op zijn eerste album met Crazy Horse (met Danny Whitten).

## Covers
Van het lied verschenen tientallen covers waarvan er drie de Amerikaanse hitlijsten bereikten, namelijk van The Brooklyn Bridge (1970), Buddy Miles & Freedom Express (1970) en Joey Gregorash (1971). Zonder hitnotering verscheen er in 1974 nog een single van de Dutch Rhythm Steel & Show Band. Covers op muziekalbums verschenen onder meer van 	The Meters (Trick bag, 1976), Indigo Girls (1200 curfews, 1995), Michael McDonald (Blue obsession, 2000), The String Quartet (Rusted moon - Tribute to Neil Young, 2002), Jill Sobule & John Doe (Cinnamon girl, 2008) en John Mellencamp & T Bone Burnett (op de muziekvideo A MusiCares tribute to Neil Young, 2011)

## Hitnoteringen
| Jaar | artiest                       | pieknotering in Billboard |
| ---- | ----------------------------- | ------------------------- |
| 1970 | The Brooklyn Bridge           | 91                        |
| 1970 | Buddy Miles & Freedom Express | 68                        |
| 1971 | Joey Gregorash                | 113                       |